# Sandelhout (houtsoort)

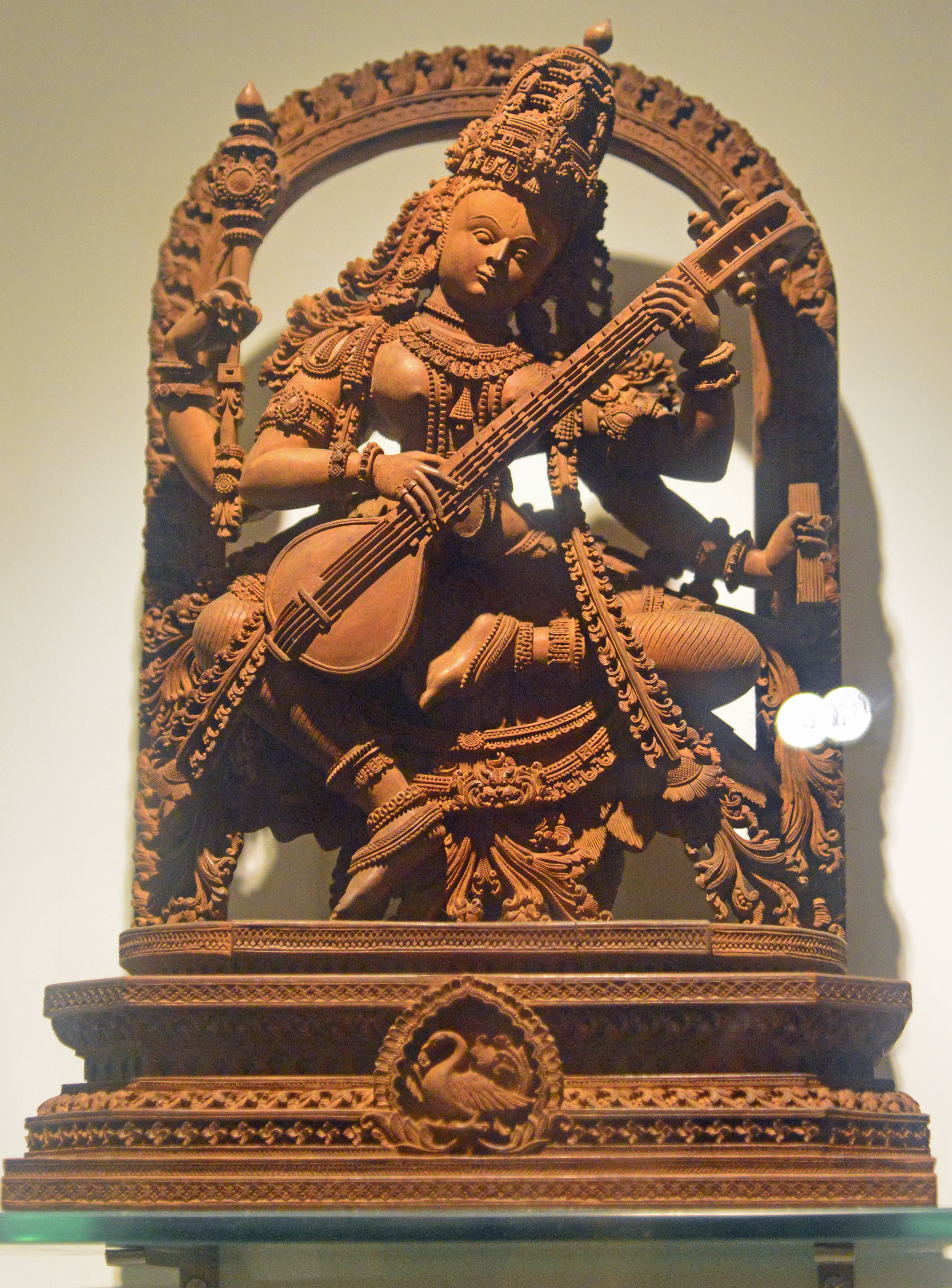

Sandelhout is een welriekende, gele, edele houtsoort, zwaar en fijn van structuur. Het is onder andere geschikt voor fijn, sterk gedetaileerd houtsnijwerk (vergelijk palmhout). De belangrijkste toepassing is echter als wierook en voor de olie die uit het hout (en de rest van de boom) gewonnen kan worden.
Sandelhout kan massief gebruikt worden, of vermalen tot wierookstokjes geperst worden. Het wordt liefst geleverd door bomen van de soort Santalum album (familie Santalaceae). Nederland had indertijd plantages op Timor en Soemba (Soemba werd ook wel het sandelhout-eiland genoemd). Tegenwoordig zijn er plantages in India, maar deze kunnen de vraag niet dekken. Andere soorten uit hetzelfde genus werden en worden ook gebruikt, met name soorten in Australië (zoals Santalum spicatum) en in Hawaï (Santalum ellipticum en Santalum paniculatum).
Uit deze bomen (hout, takken, wortels) kan een etherische olie gewonnen worden die veel in parfums en overige cosmetica wordt toegepast. Tot de ontdekking van de penicilline werd deze olie gebruikt tegen geslachtsziekten: deze was daardoor ook toen al erg kostbaar. Het werd in grote hoeveelheden geëxporteerd naar Europa, de Arabische landen en China.
Het is in het geheel niet verwant met rood sandelhout.

## Fotogalerij

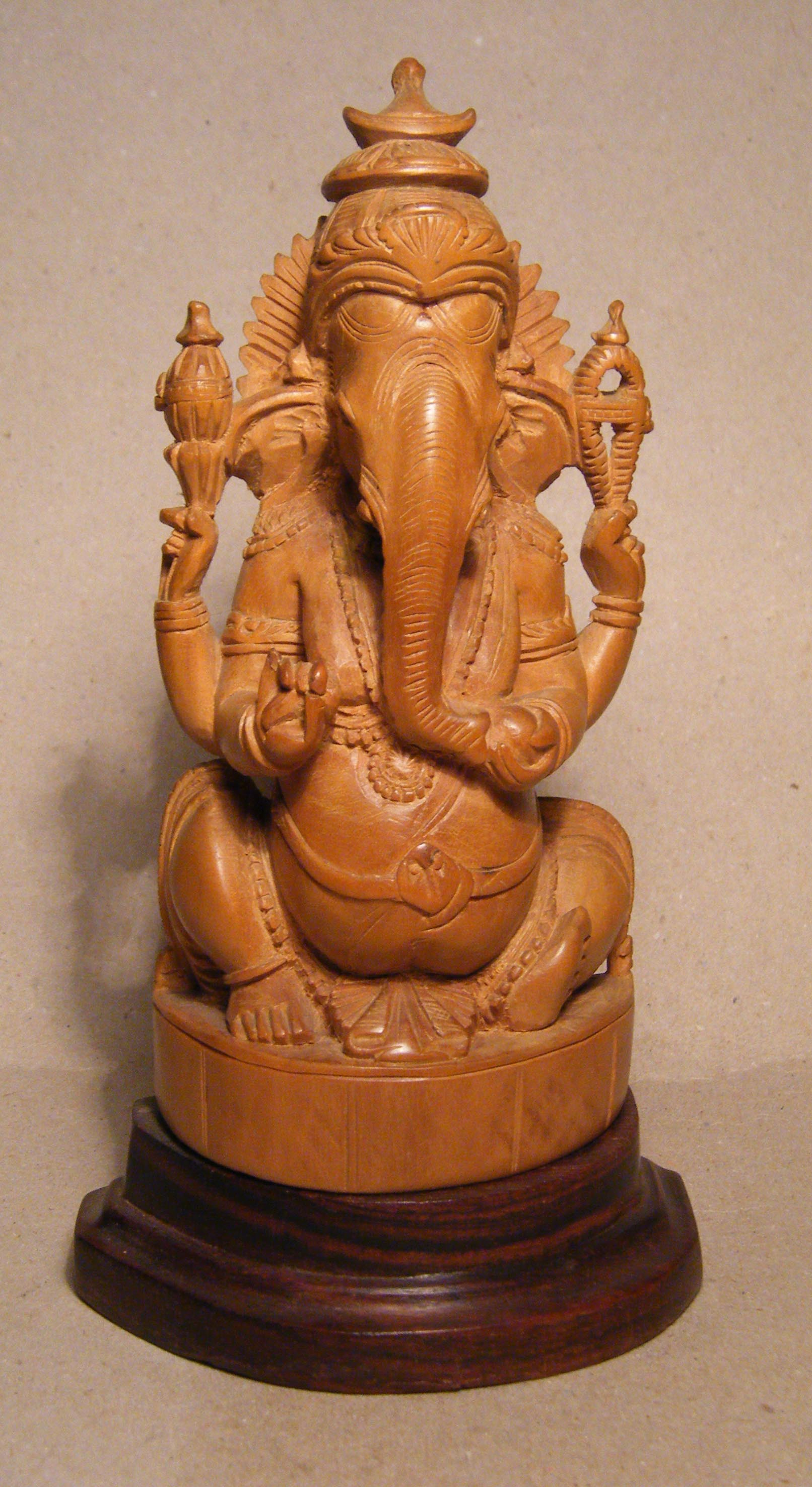
Ganesha van sandelhout
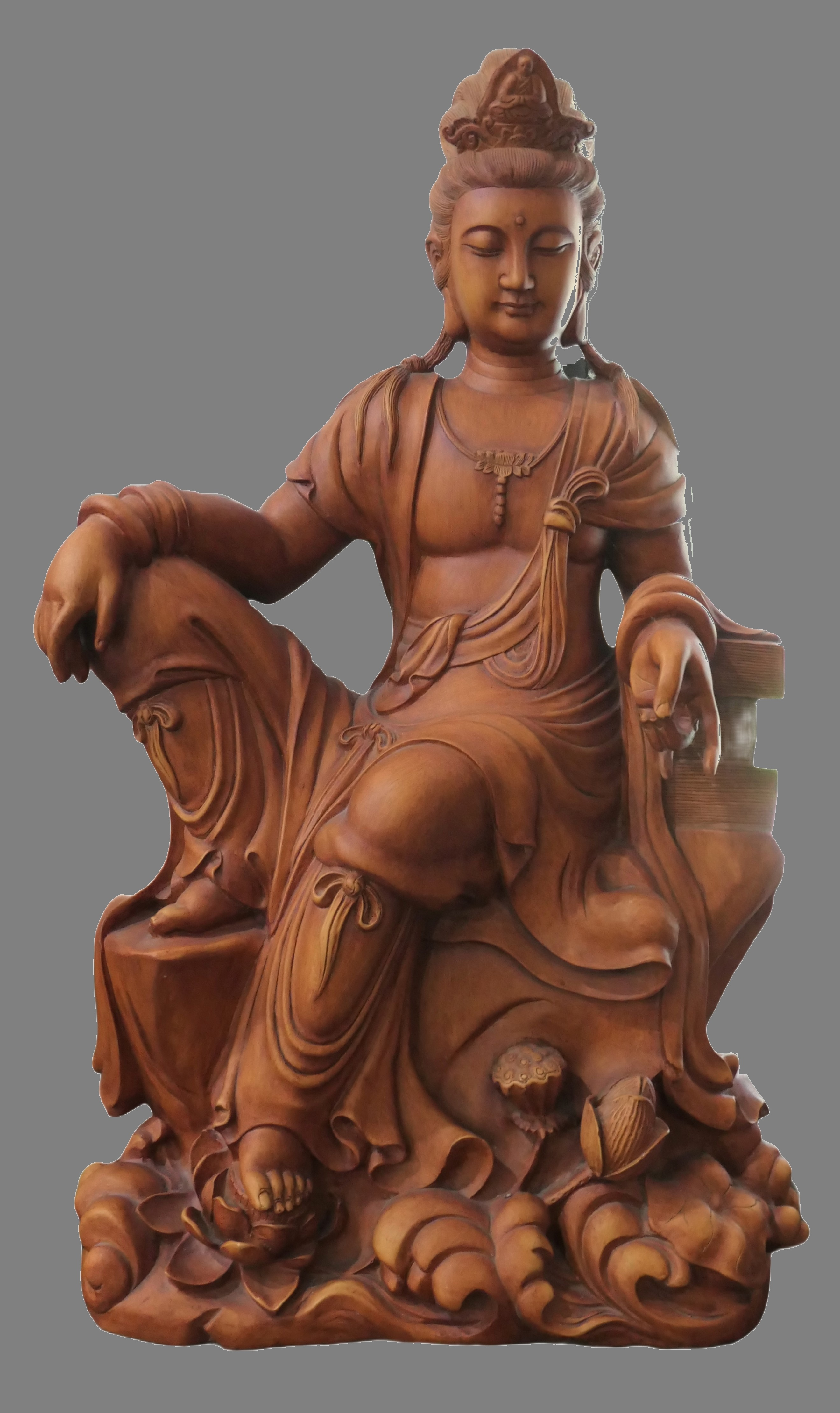
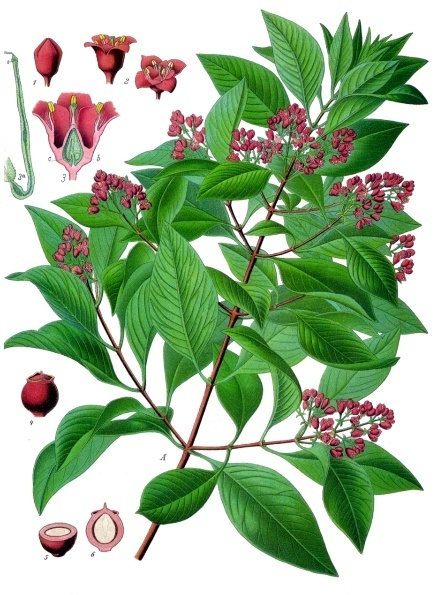
Santalum album (bron: Koehler, 1887)
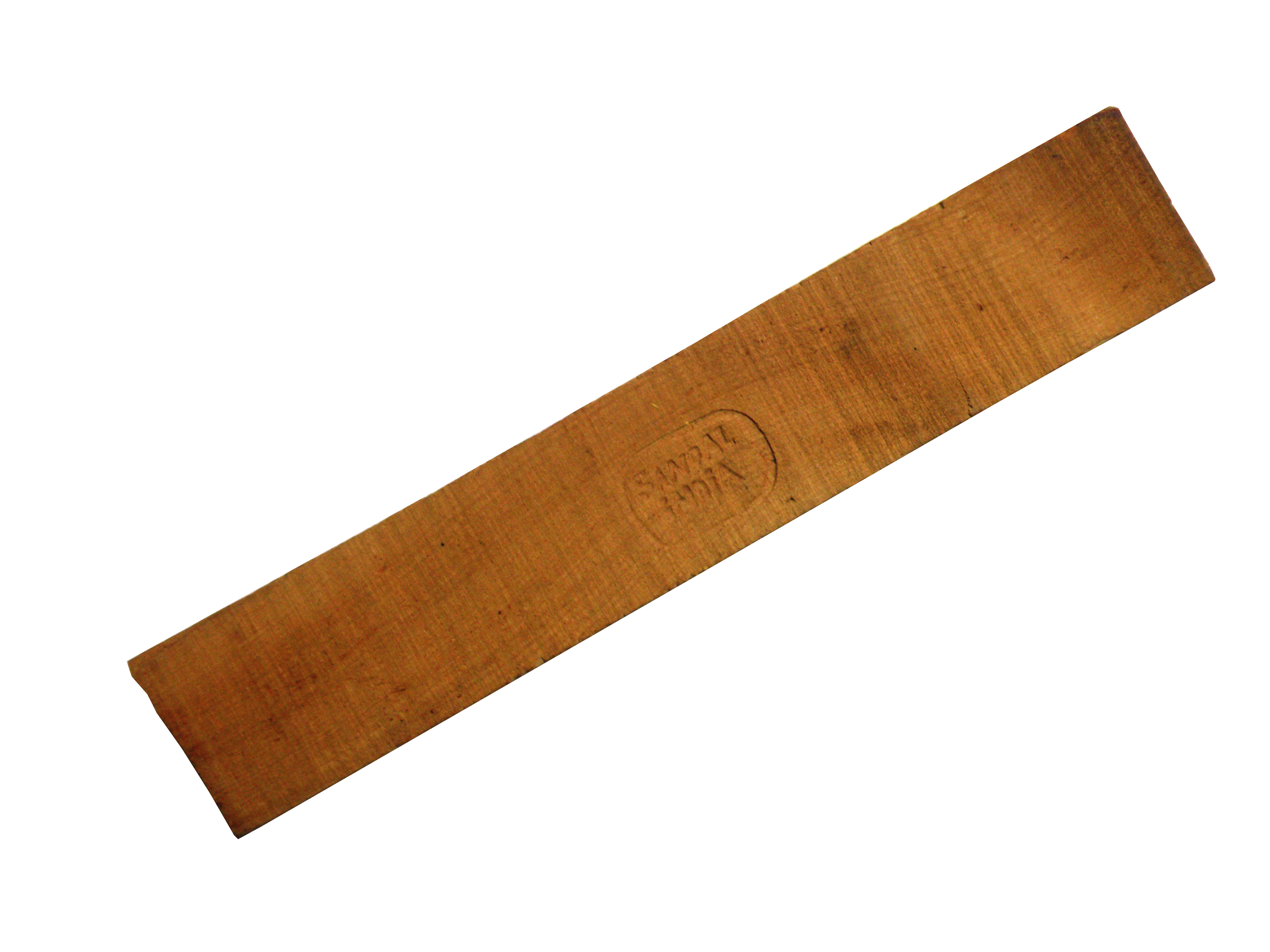
Santalum album
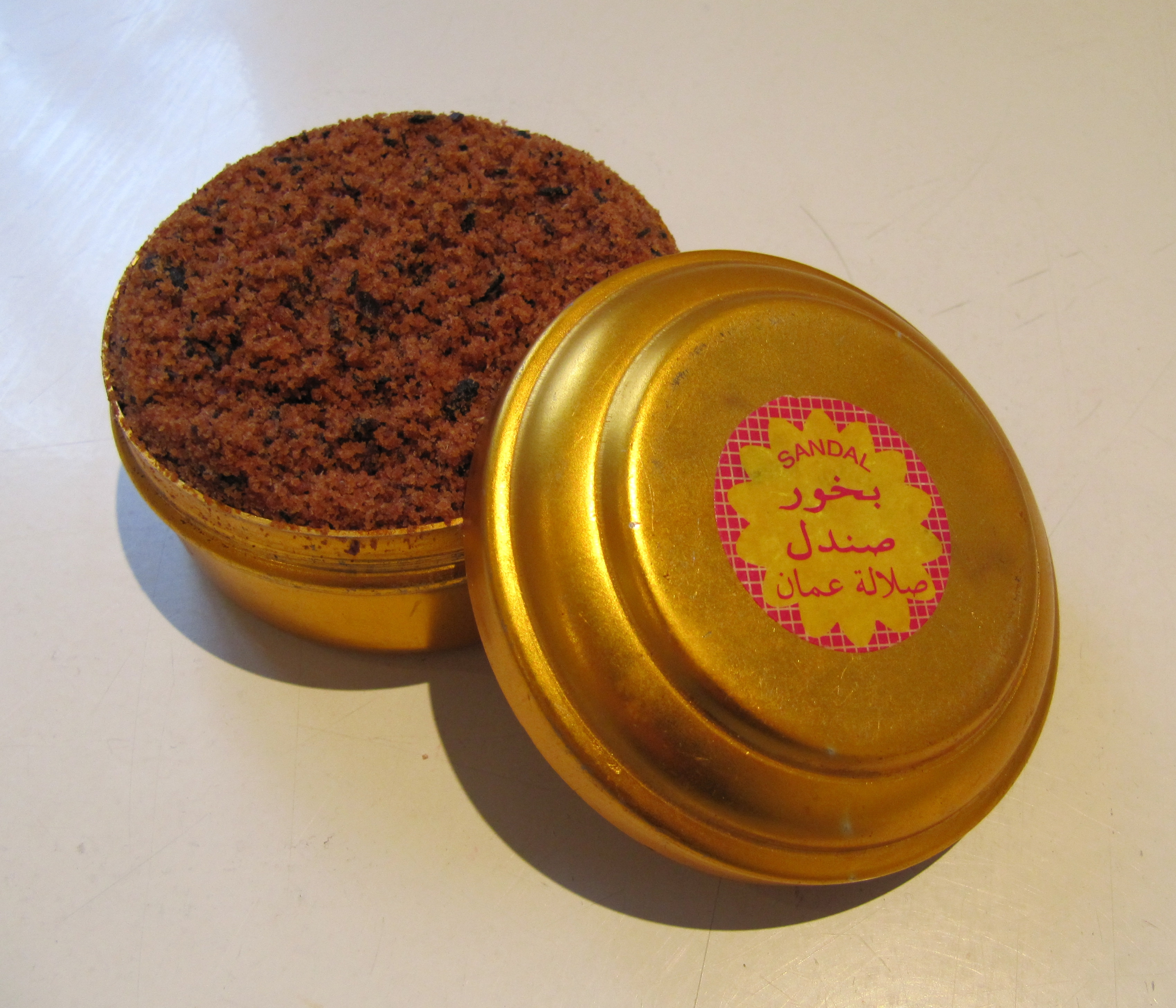
gemalen hout
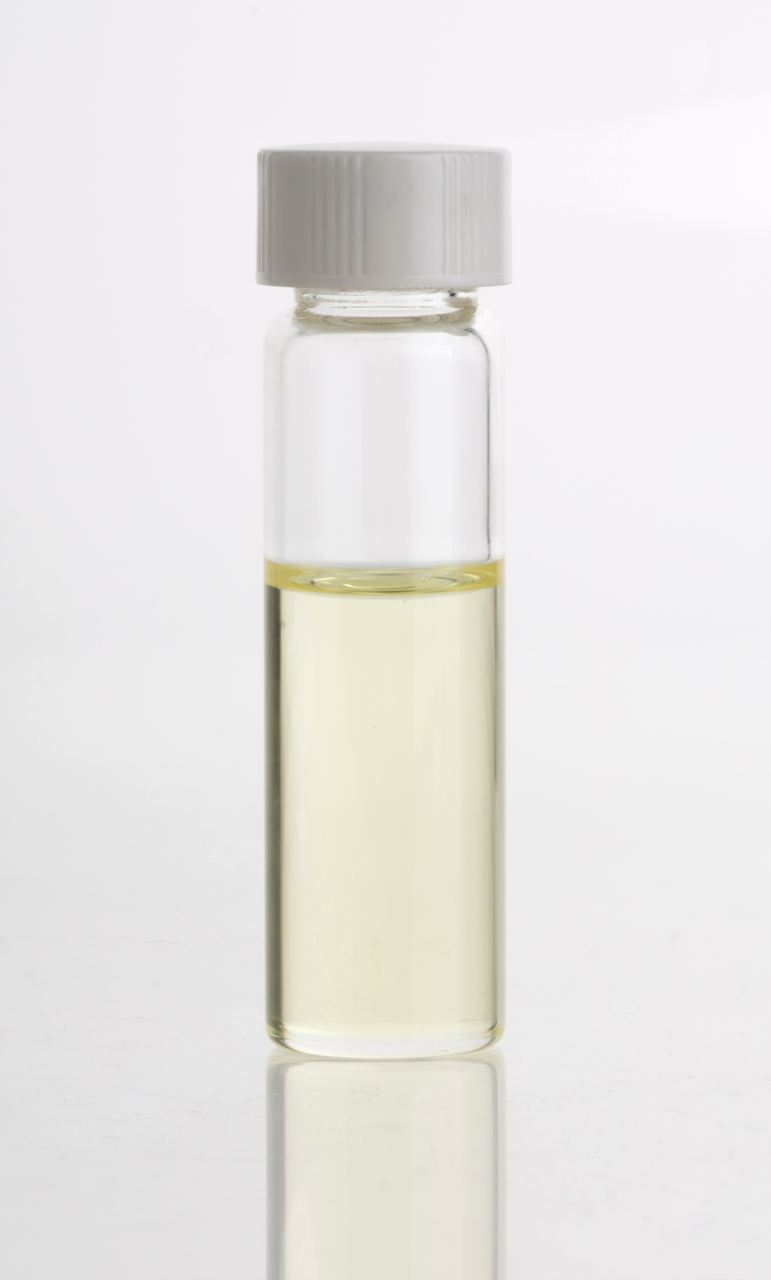
olie